# 3185 Clintford
3185 Clintford este un asteroid din centura principală, descoperit pe 11 noiembrie 1953 de Goethe Link Obs..